# Didymolepta winteriana
Didymolepta winteriana är en svampart som först beskrevs av Pier Andrea Saccardo, och fick sitt nu gällande namn av Munk 1953. Didymolepta winteriana ingår i släktet Didymolepta och familjen Leptosphaeriaceae.   Inga underarter finns listade i Catalogue of Life.